# John Emery (attore)
John Emery (New York, 20 maggio 1905 – New York, 16 novembre 1964) è stato un attore statunitense.

## Biografia
Tra la fine degli anni trenta e i primi anni sessanta apparve in piccoli ruoli in molti film hollywoodiani, cominciando da The Road Back (1937) di James Whale per poi partecipare a lavori come Io ti salverò (1945) di Alfred Hitchcock e Destinazione Luna (1950). 
È anche conosciuto per la sua intensa attività televisiva, con apparizioni in programmi come Lucy ed io e Have Gun - Will Travel. Nel 1946 partecipò inoltre a un programma radiofonico, interpretando il personaggio del titolo, il detective Philo Vance.
Fu l'unico marito dell'attrice Tallulah Bankhead. I due si sposarono il 31 agosto 1937 a Jasper (Alabama) e divorziarono il 13 giugno 1941 a Reno (Nevada), rimanendo in cordiali rapporti anche dopo il divorzio e dopo che Emery nel 1942 si risposò con la ballerina Tamara Geva.
Per via della forte somiglianza fisica, Emery è stato più volte ritenuto il figlio illegittimo di John Barrymore. Egli morì il 19 novembre 1964 a New York City, all'età di 59 anni. Dal 1961 era sentimentalmente legato all'attrice Joan Bennett, che si prese cura di lui durante la sua malattia.

## Filmografia parziale

### Cinema
- The Road Back, regia di James Whale (1937)
- L'inafferrabile signor Jordan (Here Comes Mr. Jordan), regia di Alexander Hall (1941)
- I vendicatori (The Corsican Brothers), regia di Gregory Ratoff (1941)
- Two Yanks in Trinidad, regia di Gregory Ratoff (1942)
- Rotta sui Caraibi (Ship Ahoy), regia di Edward Buzzell (1942)
- Occhi nella notte (Eyes in the Night), regia di Fred Zinnemann (1942)
- Mia moglie ha sempre ragione (George Washington Slept Here), regia di William Keighley (1942)
- Il segreto del golfo (Assignment in Brittany), regia di Jack Conway (1943)
- Mademoiselle Fifi, regia di Robert Wise (1944)
- Sangue sul sole (Blood in the Sun), regia di Frank Lloyd (1945)
- Nel mar dei Caraibi (The Spanish Main), regia di Frank Borzage (1945)
- Io ti salverò (Spellbound), regia di Alfred Hitchcock (1945)
- La voce della tortora (The Voice of the Turtle), regia di Irving Rapper (1947)
- Let's Live Again, regia di Herbert I. Leeds (1948)
- La castellana bianca (The Woman in White), regia di Peter Godfrey (1948)
- The Gay Intruders, regia di Ray McCarey (1948)
- Giovanna d'Arco (Joan of Arc), regia di Victor Fleming (1948)
- Sfida alla legge (Dakota Lil), regia di Lesley Selander (1950)
- Destinazione Luna (Rocketship X-M), regia di Kurt Neumann (1950)
- Yvonne la francesina (Frenchie), regia di Louis King (1950)
- I filibustieri delle Antille (Double Crossbones), regia di Charles Barton (1951)
- Joe Palooka in Triple Cross, regia di Reginald Le Borg (1951)
- Il mostro delle nebbie (The Mad Magician), regia di John Brahm (1954)
- I senza Dio (A Lawless Street), regia di Joseph H. Lewis (1955)
- Il suo angelo custode (Forever, Darling), regia di Alexander Hall (1956)
- Gangster cerca moglie (The Girl Can't Help It), regia di Frank Tashlin (1956)
- Kronos il conquistatore dell'universo (Kronos), regia di Kurt Neumann (1957)
- Un pugno di polvere (Ten North Frederick), regia di Philip Dunne (1958)
- Scandalo in società (Youngblood Hawke), regia di Delmer Daves (1964)

### Televisione
- Lights Out – serie TV, episodio 3x29 (1951)
- Lucy ed io (The Lucy Show) – serie TV, 2 episodi (1951-1957)
- The Philip Morris Playhouse – serie TV, episodio 1x14 (1953)
- Climax! – serie TV, episodio 1x22 (1955)
- Crossroads – serie TV, episodio 1x39 (1956)
- Have Gun - Will Travel – serie TV, episodio 2x36 (1959)
- La famiglia Potter (The Tom Ewell Show) – serie TV, episodio 1x22 (1961)
- Thriller – serie TV, episodio 1x29 (1961)
- Scacco matto (Checkmate) – serie TV, episodi 1x29-2x18 (1961-1962)

## Doppiatori italiani
Nelle versioni in italiano delle opere in cui ha recitato, John Emery è stato doppiato da:
- Renato Turi in Gangster cerca moglie, Un pugno di polvere
- Sandro Ruffini in Io ti salverò
- Giorgio Capecchi ne I senza Dio
- Gino Pagnani ne I senza Dio (ridoppiaggio)